# Dolichomitus elongatus
Dolichomitus elongatus là một loài tò vò trong họ Ichneumonidae.